# Gorka Guruzeta
Gorka Guruzeta (San Sebastián, 1996. szeptember 12. –) spanyol labdarúgó, az Athletic Bilbao csatárja.

## Pályafutása
Guruzeta a spanyolországi San Sebastián városában született. Az ifjúsági pályafutását az Antiguoko csapatában kezdte, majd 2014-ben az Athletic Bilbao akadémiájánál folytatta.
2014-ben mutatkozott be a Baskonia felnőtt keretében. 2016-ban a Bilbao Athletic szerződtette. 2020-ban a másodosztályú Sabadell, majd 2021-ben az Amorebieta csapatához igazolt. 2022. július 3-án kétéves szerződést kötött az első osztályú Athletic Bilbao együttesével. Először a 2022. augusztus 15-ei, Mallorca ellen 0–0-ás döntetlennel zárult mérkőzés 70. percében, Iker Muniain cseréjeként lépett pályára. 2022. augusztus 29-én, a Cádiz ellen idegenben 4–0-ra megnyert találkozón kétszer is betalált az ellenfél hálójába.

## Statisztikák
2023. április 8. szerint
| Klub            | Szezon   | Osztály          | Bajnokság | Bajnokság | Kupa és Ligakupa | Kupa és Ligakupa | Nemzetközi | Nemzetközi | Összesen | Összesen |
| Klub            | Szezon   | Osztály          | Meccs     | Gól       | Meccs            | Gól              | Meccs      | Gól        | Meccs    | Gól      |
| --------------- | -------- | ---------------- | --------- | --------- | ---------------- | ---------------- | ---------- | ---------- | -------- | -------- |
| Athletic Bilbao | 2018–19  | La Liga          | 6         | 0         | 3                | 1                | —          | —          | 9        | 1        |
| Sabadell        | 2020–21  | Segunda División | 39        | 3         | 1                | 0                | —          | —          | 40       | 3        |
| Amorebieta      | 2021–22  | Segunda División | 37        | 13        | 1                | 0                | —          | —          | 38       | 13       |
| Athletic Bilbao | 2022–23  | La Liga          | 21        | 6         | 7                | 0                | —          | —          | 28       | 6        |
| Összesen        | Összesen | Összesen         | 103       | 22        | 12               | 1                | 0          | 0          | 115      | 23       |